# Zusterkloosterbeek
De Zusterkloosterbeek is een beek in de Belgische gemeenten Genk en Hasselt. Ze is een korte, sterk kronkelende, zandige beek met een groot verval.
De beek ontspringt in het natuurgebied Klotbroek, oorspronkelijk een moerasgebied met turfpakketten en broekbossen op het grondgebied van Genk tussen Zonhoven en Boxbergheide. Ze stroomt door de natuur- en recreatiedomeinen Het Wik, Bokrijk en de Borggravevijvers. Ze mondt uit in het Albertkanaal ter hoogte van de sluis bij Hasselt.
Twee zijlopen van de Zusterkloosterbeek zijn de Herkenrodebeek (met als zijloop de Borggravevijverloop) en de Schijnbroekbeek. Die laatste ontspringt in het landbouwgebied op de grens van Hasselt en Zonhoven.